# Юлиус Дьопфнер
Юлиус Аугуст Дьопфнер (на немски: Julius August Kardinal Döpfner, * 26 август 1913, Хаузен при Бад Кисинген, † 24 юли 1976, Мюнхен) е епископ на Вюрцбург (1948 – 1957) и Берлин (1957 – 1961), кардинал от 1958 г. и архиепископ на Мюнхен и Фрайзинг (1961 – 1976).

## Произход и духовна кариера
Той е син на хотелския служител Юлиус Матиас Дьопфнер и расте при много обикновени условия. През 1924 г. е приет в гимназията на августинците в Мюнерщат, от 1925 г. в епископския семинар за момчета във Вюрцбург и завършва абитурата през 1933 г. като най-добрия на класа. След това следва теология в Университет Вюрцбург и след един семестър се мести със стипендия в Collegium Germanicum в Папския университет Грегориана в Рим. На 29 октомври 1939 г. в Рим е ръкоположен за свещеник. През 1941 г. промовира за доктор по теология.
От 1941 до 1944 г. Дьопфнер е капелан в Швайнфурт, от 1944 до 1945 г. префект на момчешкия семинар Килианеум във Вюрцбург. На 11 август 1948 г. папа Пий XII го номинира за епископ на Вюрцбург. На 35 години Дьопфнер е най-младият католически епископ в Европа. В разрушения град тогава живеели само около 6000 души. Той възстановява църкви и строи жилища.
На 15 януари 1957 г. папа Пий XII го прави епископ на Берлин. На 15 декември 1958 г. той е издигнат на кардинал-свещеник с титла-църквата Santa Maria della Scala от папа Йоан XXIII. Така Дьопфнер е най-младият кардинал на католическата църква.
На 3 юли 1961 г. той става архиепископ на Мюнхен и Фрайзинг с интронизация на 30 септември.
Дьопфнер умира неочаквано на 24 юли 1976 г. в ложата на пазача в архиепископския палат в Мюнхен на 62 години от сърдечен инфаркт. Погребан е на 29 юли 1976 г. в криптата на мюнхенската катедрала Фрауенкрирхе.